# Lemmiscus curtatus
Lemmiscus curtatus és una espècie de mamífer rosegador de la família dels cricètids. Viu al Canadà i els Estats Units. La majoria d'espècies menen una vida preferentment subterrània: fan el niu sota el sòl i deixen a la superfície uns munts de terra semblants als dels talps. Per això reben el nom de talpons. Hi ha espècies solitàries, d'altres que constitueixen grups familiars i unes darreres que viuen en colònies i cap no hiberna. Tots són herbívors i, en general, menjadors d'herba, si bé, a més de plantes verdes, consumeixen arrels i alguna espècie també captura petits invertebrats. Per a diferenciar-les, els zoòlegs es basen en la morfologia dentària i en les mesures del crani. El seu nom específic, curtatus, significa ‘escurçat’ en llatí.